# Volturara Irpina
Volturara Irpina là một đô thị (comune) thuộc tỉnh Avenllino trong vùng Campania của Ý. Volturara Irpina có diện tích 32 km2, dân số là 4120 người (thời điểm ngày 1 tháng 5 năm 2009). Volturara nằm ở khu vực Monti Picentini, tại chân núi Terminio.
Kinh tế dựa vào sản xuất chestnut.